# Юнии Брути
Юнии Брути (Iunii Bruti) e име на клон Брут на фамилията Юнии от Древен Рим:
- Марк Юний Брут, зет на Тарквиний Приск; баща на консула от 509 пр.н.е.
- Луций Юний Брут, консул 509 пр.н.е., един от основателите на Римската република
- Марк Юний Брут, брат на консула от 509 пр.н.е.
- Тит Юний Брут, син на консула от 509 пр.н.е., екзекутиран 509 пр.н.е
- Тиберий Юний Брут, син на консула от 509 пр.н.е., екзекутиран 509 пр.н.е
- Луций Юний Брут (трибун), народен трибун 493 пр.н.е.
- Децим Юний Брут Сцева (консул 325 пр.н.е.)
- Гай Юний Бубулк Брут, консул 317, 313 и 311 пр.н.е.
- Децим Юний Брут Сцева (консул 292 пр.н.е.)
- Гай Юний Бубулк Брут (консул 291 пр.н.е.), консул 291 и 277 пр.н.е.
- Марк Юний Брут (консул 178 пр.н.е.)
- Марк Юний Брут, юрист, претор 140 пр.н.е.; син на консула от 178 пр.н.е. и прародител на убиеца на Цезар
- Децим Юний Брут Калаик, консул 138 пр.н.е.
- Децим Юний Брут (консул 77 пр.н.е.)
- Марк Юний Брут Старши, народен трибун 83 пр.н.е.; баща на убиеца на Цезар
- Марк Юний Брут, римски сенатор, убиец на Юлий Цезар
- Децим Юний Брут Албин, участва в заговора за убийството на Юлий Цезар 44 пр.н.е.